# Raymond Jubert
Raymond Jubert, né le 5 novembre 1889 à Charleville dans les Ardennes et mort pour la France à Douaumont dans le département de la Meuse le 26 août 1917, est un avocat et écrivain français du XXe siècle. Son nom est inscrit au Panthéon dans la liste des 560 écrivains morts pour la France.

## Biographie
Raymond Armand Alexis Jubert, né le 5 novembre 1889 à Charleville, est le fils d'Ernest Auguste Jubert (1860-), industriel dans la métallurgie et de Marie Nathalie Justin (1866-1964-).
Après une scolarité à l'institution libre Saint-Rémy à Charleville, il passe son baccalauréat à Paris en 1907 et s'oriente vers les études de droit. En 1910, il est exempté de service militaire et licencié en droit. Il termine sa thèse de doctorat sur les idées politiques de Lamartine en 1914.
Avocat au barreau de Reims, il plaide au tribunal civil pendant l'exercice 1913-1914 et fréquente le Collège d'athlètes de Reims pendant ses loisirs.
Lors de la mobilisation, n'ayant pas fait le service militaire, il essaie de se rendre utile dans une ambulance à Charleville. En décembre 1914, il s’engage volontairement pour la durée de la guerre et rejoint le 91e régiment d'infanterie à Nantes, où il retrouve son frère cadet Maurice (1891-1915), qui meurt pour la France en Argonne en juillet 1915. Promu aspirant en avril 1915, il passe au 151e régiment d'infanterie et part pour le front. Blessé d'une balle au pied et de multiples éclats d'obus au bras, au saillant de Bagatelle en Argonne, le 2 juillet, il est évacué et passe trois mois à l'arrière, dont une partie à l'hôpital temporaire no2 à Antibes,.
Promu sous-lieutenant en novembre 1915, il est nommé à la tête de la 11e compagnie du 151e régiment d'infanterie et retourne en Champagne. En mars, avril et mai 1916, son régiment est engagé trois fois à Verdun. Il obtient plusieurs citations pour ses actions courageuses, notamment cette citation à l'ordre de l'armée en mai 1916 : « Officier du plus grand mérite. Le 9 avril 1916 est parti à la contre-attaque des tranchées prises par l’ennemi avec un entrain et un mépris absolu du danger. Resté seul officier de sa compagnie en a pris le commandement et l’a maintenue pendant 36 heures sur sa position. A exécuté ensuite dans la nuit du 11 au 12 une reconnaissance sur le front ennemi qui a donné des renseignements indispensables à l'établissement d’une tranchée ».
En septembre 1916, il est dans la Somme avec son régiment devant Rancourt. Il est de nouveau blessé dans l'Aisne lors de la bataille du Chemin des Dames le 16 avril 1917,.
Les trois mois qu'il a passés à Verdun sont l'objet du livre Verdun, mars-avril-mai 1916 qu'il termine à l'hôpital maritime de Brest où il est soigné en mai 1917. Le texte est d'abord publié dans la Revue des Deux Mondes le 15 juin et le 1er juillet 1918.
En conclusion de son ouvrage, il écrit : « Ces jours de Verdun furent sombres ; plusieurs fois, ils ont soulevé devant nos yeux le voile de l'enfer. Dante y eût trouvé plusieurs de ces plus pathétiques créations. Nous avions mission de nous faire écraser. Les divisions se succédaient, retenant sur nos chairs l'acier de l'ennemi, elles n'avaient d'autre rôle que de dresser chaque jour devant lui un véritable mur de cadavres. Ce fut notre sort durant six mois : alors, tout le problème du commandement se réduisait à ne donner chaque jour que la part tout juste suffisante, la ration maigre au Minotaure. L'histoire dira plus tard notre rôle et la tragique grandeur de notre sacrifice : nous pouvons déjà soupeser le poids qu'eut, dans la balance des armes, la consommation de notre chair et de notre sang. S'il ne s'agissait que de Verdun, il n'en est pas une maison qui ne soit payée de la vie de cent hommes, il n'est pas dans Verdun une pierre qui ne puisse tout entière baigner dans le sang qui l'a laissée française ».
Jean Norton Cru compte l'ouvrage de Raymond Jubert sur la bataille de Verdun parmi les bons témoignages (catégorie II) dans Témoins, son étude extensive sur les écrits des combattants de la Grande Guerre.
Décoré Chevalier de la Légion d'honneur en juin 1917, Raymond Jubert reprend son poste pour participer à la seconde bataille de Verdun et trouve la mort le 26 août 1917 devant Douaumont, dans le secteur du ravin de l'Ermitage (ferme des Chambrettes),,.
Sa citation à l'ordre de l'armée en précise les circonstances : « officier de devoir, dont la bravoure et l'audace allaient jusqu'à la témérité et sachant, par son exemple et la parole, surexciter tous ceux qui l'entouraient. Le 26 août 1917, devant Verdun, après une période de travaux pénibles en première ligne sous le bombardement, a conduit sa section dans des conditions excessivement difficiles à l'assaut de la position allemande. Tué glorieusement en arrivant sur la position » et la citation qui accompagne sa distinction dans l'ordre de la Légion d'honneur parle d'un « brillant officier, d'une haute valeur morale, véritable entraîneur d'hommes. S'est fait remarquer en Argonne, à Verdun et dans la Somme par sa belle conduite au feu. Deux fois cité à l'ordre. Le 16 avril 1917, a brillamment entraîné sa section à l'assaut. Blessé, a néanmoins contribué à diriger la progression et ne s'est laissé évacuer qu'après en avoir reçu l'ordre ».

## Œuvres principales
- Ames ferventes, poésies dédiées à Anna de Noailles, sous le pseudonyme de Raymond d'Aurévallis, 1905
- Verdun, mars-avril-mai 1916, Presses Universitaires de Nancy, 1918 (réimpr. 1991) (ISBN 9782864803935)

## Distinctions
- Chevalier de la Légion d'honneur, arrêté du 18 juin 1917[19]
- Croix de guerre 1914–1918, étoile de vermeil
- 1919 : Académie française - Prix Jules Davaine[20]

## Hommages
- Le nom de Raymond Jubert est inscrit au Panthéon dans la liste des 560 écrivains morts pour la France[21].
- Son nom figure sur les plaques commémoratives de la faculté de Droit à Paris, du tribunal de grande instance à Reims, de la mairie de Charleville-Mézières, du 151e régiment d'infanterie à Metz, et sur le monument aux morts de Charleville-Mézières[22].
- La commune de Verdun lui a rendu hommage en nommant une rue Raymond Jubert[23].